# 搖滾七十年代
《搖滾七十年代》（韓語：고고70）是一部2008年上映的韓國電影，以禁止夜間通行的1970年代為背景，講述通過夜間演出喚醒年輕人熱情的搖滾樂隊之故事，演員們為了電影拍攝，接受約3個月的樂團訓練。 

## 劇情介紹
相圭和萬植有各自擅長演奏的音樂類型，因為熱愛音樂，組成6人樂團「Devils」。即使相圭在大邱美軍基地村俱樂部已經非常活躍，還夢想著在更大的舞台上表演，於是帶領歌手美美和樂團團員前往首爾。在一次音樂比賽中，以獨特的表演魅力，吸引了音樂界教父李炳旭的注意，但是面對政府的管制措施，「Devils」漸漸失去表演舞台，團員們也變得不團結。處於這樣惡劣環境中，相圭仍懷抱著對音樂的熱情，於是再次號召團員們一起實現夢想......

## 演員陣容
- 曹承佑 飾 相圭
- 新慜娥 飾 美美
- 車承宇 飾 萬植
- 李聖旻 飾 李炳旭
- 孫庚浩
- 崔民哲
- 金民奎
- 洪光鎬
- 吳知恩

## 外部連結
- NAVER電影 （页面存档备份，存于）
- 韓國觀光公社（中文）